# Goliathus cacicus
Goliathus cacicus (лат.) — вид жесткокрылых насекомых из подсемейства бронзовок внутри семейства пластинчатоусых.

## Описание

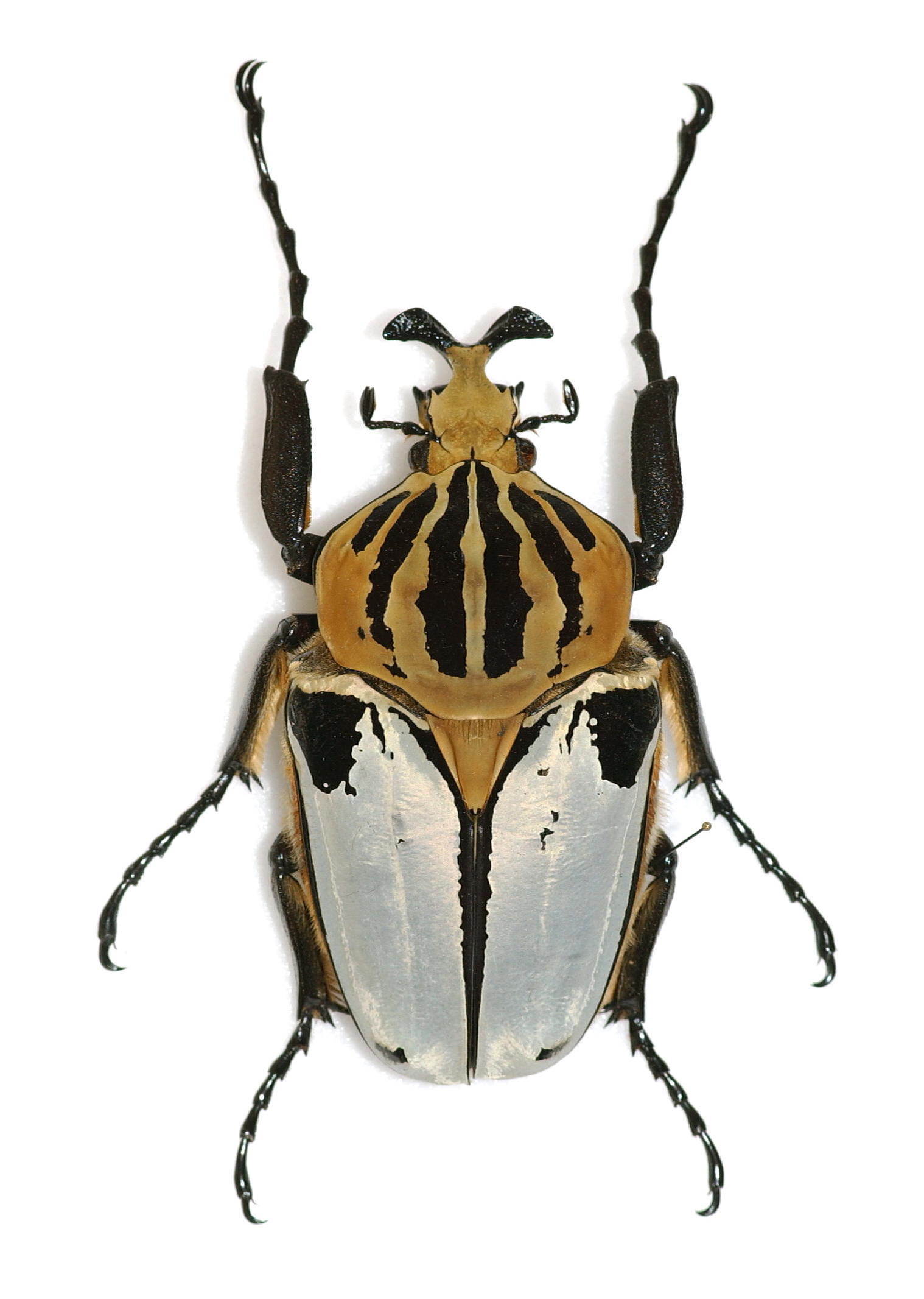
Самец

Длина тела 50—90 мм, самцов — до 93 мм. Голова и переднеспинка самцов охристо-жёлтая с продольными чёрными полосами. Надкрылья самцов бело-серого цвета с лёгким перламутровым отливом. Верхние углы надкрыльев с большими треугольной формы пятнами чёрного цвета. Нижние углы надкрылий с овальным чёрным пятном небольшого размера.
Грудной щит без выемки. Передние голени только у самки с зубцами. Самцы на голове имеют похожий на рог Y-образный отросток. У самки выростов нет, голова в форме щита, что способствует копанию земли для откладывания яиц.

## Ареал
Западная экваториальная Африка — Кот-д’Ивуар, Буркина-Фасо, Гана, Гвинея, Нигерия и Сьерра-Леоне.